# Teeth (court métrage)
Pour les articles homonymes, voir Teeth.
Pour plus de détails, voir Fiche technique et Distribution.
Teeth est un film d'animation américano-hungaro-britannique de court métrage réalisé par Daniel Gray et Tom Brown et sorti en 2015.

## Fiche technique
- Titre : Teeth
- Réalisation : Daniel Gray et Tom Brown
- Scénario : Daniel Gray et Tom Brown
- Animateur : Daniel Gray et Tom Brown
- Montage :
- Musique : Wilson Brown
- Producteur : Tom Brown, Wilson Brown, Daniel Gray, Andrew Linsk, Sean McGovern et Adina Sales
- Production : Holbrooks
- Pays d'origine :  États-Unis,  Hongrie et  Royaume-Uni
- Durée : 6 minutes
- Dates de sortie :
  - États-Unis : 25 janvier 2015 (Festival du film de Sundance)
  - France : 15 juin 2015 (Festival international du film d'animation d'Annecy)

## Récompenses et distinctions
En 2015, il remporte le Prix Fipresci au festival international du film d'animation d'Annecy.